# Live from SoHo EP
Live from SoHo é o terceiro EP do Linkin Park, lançado no dia 4 de Março de 2008.
É a décima oitava série de EP exclusiva Live from SoHo do iTunes. Dispõe de uma gravação da banda ao vivo no Apple Store em SoHo, no dia 20 de fevereiro de 2008. Entre a listagem de faixas tem uma performance acústica de "My December", quando Mike Shinoda toca teclado, enquanto o vocalista Chester Bennington canta.

## Faixas
Todas as músicas escritas e compostas pelo Linkin Park, com exceção de "My December", escrita por Mike Shinoda.
1. "Wake" — 1:39
2. "Given Up" — 3:28
3. "Shadow of the Day" — 4:16
4. "My December" — 3:51
5. "In Pieces" — 3:59
6. "Bleed It Out" — 3:26

## Tabelas Musicais
| Tabela (2008)                             | Posição |
| ----------------------------------------- | ------- |
| Estados Unidos (Billboard Digital Albums) | 7       |